# Dima vailatii
Dima vailatii (лат.) — вид жуков-щелкунов (Elateridae) из подсемейства Dendrometrinae.

## Распространение
Встречается в Южной Европе: Греция (Voras Mts., Kajmakčalan, до 2200 м).

## Описание
Взрослый жук имеет длину от 9,5 до 13 мм и ширину около 5 мм. Тело субовальное. Пронотум с грубой пунктировкой (интервалы блестящие) с коротким опушением по бокам. Основная окраска тела коричневая. Вид был впервые описан в 2008 году немецким колеоптерологом Р. Шиммелем (Rainer Schimmel) и его итальянским коллегой Дж. Платиа (Giuseppe Platia), а его валидный статус подтверждён в ходе ревизии, проведённой в 2017 году энтомологами из Чехии (Josef Mertlik, Robin Kundrata) и Венгрии (Tamás Németh).